# Дроздові
Дроздо́ві (Turdidae) — родина горобцеподібних птахів. До родини входить близько 180 видів невеликих та середніх за розміром птахів. Поширені майже по всій території Землі, крім Антарктиди.
Птахи невеликого розміру всередньому до 30 см в довжину, масою до 150 г. Всі види з родини дроздових мають схожі характеристики будови.

## Поширення
Дроздові поширені на всій території Землі, крім полярних широт та віддалених островів Океанії. Є окремі види, які освоїли лише одну невелику ділянку для постійного проживання, наприклад Непал, чи Мадагаскар. Ареал найбільшого у родині роду дрозди простягається у лісах Європи, Південної и Південно-Східної Азії, Північної Африки, Австралії та Навої Зеландії.

## Опис
Дрібні і середньої величини птахи (довжина тіла 12-33 см). Самці, як правило, більші за самиць. Забарвлення різноманітне: від яскравого і контрастного до скромного, маскувального. Дзьоб прямий, зі злегка вигнутим наддзьобом і відкритими ніздрями. Хвіст прямий. Крила округлі, досить широкі. Тіло зазвичай дещо подовжене.

## Роди
Родина включає 175 видів у 17 родах:
- Лазурець (Grandala) — 1 вид
- Блакитник (Sialia) — 3 види
- Бурий вагал (Stizorhina) — 2 види
- Вагал (Neocossyphus) — 2 види
- Гранітник (Pinarornis) — 1 вид
- Солітаріо (Myadestes) - 12 видів (включаючи 1 вимерлий)
- Трилер (Chlamydochaera) — 1 вид
- Кохоа (Cochoa) — 4 види
- Рудобровий квічаль (Ixoreus) — 1 вид
- Мексиканський квічаль (Ridgwayia) — 1 вид
- Дрізд-самітник (Cichlopsis) — 1 вид
- Кларіно (Entomodestes) — 2 види
- Лісовий дрізд (Hylocichla) — 1 вид
- Дрізд-короткодзьоб (Catharus) — 13 видів
- Квічаль (Zoothera) - 21 вид (включаючи 1 вимерлий)
- Geokichla — 21 вид
- Дрізд (Turdus) — 88 видів (включаючи 1 вимерлий)